# Steven Camilleri
Steven "Stevie" Camilleri (Pietà, 1990. július 4. – ) máltai válogatott vízilabdázó, az olasz Roma Nuoto klub játékosa.

## Sportpályafutása
Hazája nemzeti együttesének színeiben vett részt a 2016-os belgrádi Európa-bajnokságon, ahol 21 lőtt góllal a torna gólkirálya lett, valamint bekerült a bajnokság álomcsapatába is. A 2018-as Európa-bajnokságon a török válogatott ellen büntetőkkel elszenvedett, 13-12 arányú vereség után nemzeti csapata a torna 16. helyén végzett. A 2020-as kontinensviadalon csapata a "C" jelű csoportban a házigazda magyar, a világbajnoki ezüstérmes spanyol, valamint az örök rivális török együttes ellenfeleként vesz részt.

## Eredmények

### Klubcsapattal

#### Partizan Beograd
- Szerb bajnokság: Aranyérmes: 2007-08

### Válogatottal

#### Málta
- Európa-bajnokság: 15. hely: Belgrád, 2016
- Európa-bajnokság: 16. hely: Barcelona, 2018